# Криві другого порядку
Криві другого порядку — геометричне місце точок на площині, декартові координати яких задаються рівнянням другого ступеня:
{\displaystyle \ a_{11}x^{2}+2a_{12}xy+a_{22}y^{2}+2a_{13}x+2a_{23}y+a_{33}=0,}
де хоча б один з коефіцієнтів {\displaystyle \ a_{11},\;a_{12},\;a_{22}} відмінний від нуля.
Лінії другого порядку є конічними перерізами.

## Інваріанти
Вид кривої залежить від чотирьох інваріантів:
- інваріанти відносно повороту та зсуву системи координат:
  - {\displaystyle \Delta ={\begin{vmatrix}a_{11}&a_{12}&a_{13}\\a_{12}&a_{22}&a_{23}\\a_{13}&a_{23}&a_{33}\end{vmatrix}}}
  - {\displaystyle D={\begin{vmatrix}a_{11}&a_{12}\\a_{12}&a_{22}\end{vmatrix}}=a_{11}a_{22}-a_{12}^{2}}
  - {\displaystyle I=tr{\begin{pmatrix}a_{11}&a_{12}\\a_{12}&a_{22}\end{pmatrix}}=a_{11}+a_{22}}
- інваріант відносно повороту системи координат (напів-інваріант):
  - {\displaystyle B={\begin{vmatrix}a_{11}&a_{13}\\a_{13}&a_{33}\end{vmatrix}}+{\begin{vmatrix}a_{22}&a_{23}\\a_{23}&a_{33}\end{vmatrix}}}

## Основні типи
Основними кривими другого порядку є коло, еліпс, гіпербола і парабола:
| Вид кривої                                          | Канонічне рівняння                                               | Інваріанти                                                                 |
| --------------------------------------------------- | ---------------------------------------------------------------- | -------------------------------------------------------------------------- |
| Невироджені криві ({\displaystyle \ \Delta \neq 0}) |                                                                  |                                                                            |
| еліпс                                               | {\displaystyle {\frac {x^{2}}{a^{2}}}+{\frac {y^{2}}{b^{2}}}=1}  | {\displaystyle {\begin{array}{l}\Delta <0\\D>0\\I=a^{2}+b^{2}\end{array}}} |
| гіпербола                                           | {\displaystyle {\frac {x^{2}}{a^{2}}}-{\frac {y^{2}}{b^{2}}}=1}  | {\displaystyle {\begin{array}{l}\Delta >0\\D<0\\I=b^{2}-a^{2}\end{array}}} |
| парабола                                            | {\displaystyle \ y^{2}=2px}                                      | {\displaystyle {\begin{array}{l}\Delta >0\\D=0\\I=1\end{array}}}           |
| Вироджені криві ({\displaystyle \ \Delta =0})       |                                                                  |                                                                            |
| точка                                               | {\displaystyle {\frac {x^{2}}{a^{2}}}+{\frac {y^{2}}{b^{2}}}=0}  | {\displaystyle {\begin{array}{l}\Delta =0\\D>0\\I=a^{2}+b^{2}\end{array}}} |
| дві прямі що перетинаються                          | {\displaystyle {\frac {x^{2}}{a^{2}}}-{\frac {y^{2}}{b^{2}}}=0}  | {\displaystyle {\begin{array}{l}\Delta =0\\D<0\\I=b^{2}-a^{2}\end{array}}} |
| дві паралельні прямі                                | {\displaystyle {\frac {x^{2}}{a^{2}}}=1}                         | {\displaystyle {\begin{array}{l}\Delta =0\\D=0\\I=1\end{array}}}           |
| одна пряма                                          | {\displaystyle \ x^{2}=0}                                        | {\displaystyle {\begin{array}{l}\Delta =0\\D=0\\I=1\end{array}}}           |
| Порожня множина                                     |                                                                  |                                                                            |
| уявний еліпс                                        | {\displaystyle {\frac {x^{2}}{a^{2}}}+{\frac {y^{2}}{b^{2}}}=-1} | {\displaystyle {\begin{array}{l}\Delta >0\\D>0\\I=a^{2}+b^{2}\end{array}}} |
| дві уявні паралельні прямі                          | {\displaystyle {\frac {x^{2}}{a^{2}}}=-1}                        | {\displaystyle {\begin{array}{l}\Delta =0\\D=0\\I=1\end{array}}}           |

## Історія та застосування
Більшість типів ліній другого порядку відомі давно, їх досить добре вивчив Аполлоній. Він утворював основні типи ліній другого порядку як плоскі перерізи кругового конуса, тому в математичній літературі лінії другого порядку відомі ще як конічні перерізи.
Лінії другого порядку зустрічаються в явищах навколишнього світу: по еліпсу рухаються планети Сонячної системи, по гіперболі або параболі — комети. Траєкторія руху тіла, кинутого під кутом до горизонту, є параболою; космічні кораблі, ракети, залежно від наданої їм швидкості, рухаються по колу, еліпсу, параболі чи гіперболі.